# Hôn nhân cùng giới ở Iowa
Hôn nhân cùng giới được công nhận hợp pháp tại bang Iowa của Hoa Kỳ kể từ khi có quyết định của Tòa án tối cao Iowa ngày 3 tháng 4 năm 2009. Giấy phép kết hôn đã có sẵn cho các cặp cùng giới vào ngày 27 tháng 4.
Năm 2005, sáu cặp vợ chồng cùng giới đã bị từ chối cấp giấy phép kết hôn ở Iowa đã đệ đơn kiện tại Quận Polk. Vào năm 2007, Tòa án Quận Polk phán quyết ủng hộ các cặp vợ chồng ở luật Varnum v. Brien. Vào ngày 3 tháng 4 năm 2009, một Tòa án Tối cao Iowa nhất trí duy trì phán quyết của tòa án cấp thấp hơn, biến Iowa trở thành tiểu bang thứ ba của Hoa Kỳ hợp pháp hoá hôn nhân cùng giới, sau Massachusetts và Connecticut.

## Bối cảnh
Năm 1998, sau các quyết định của tòa án về kết hợp dân sự ở các tiểu bang khác cho rằng việc từ chối quyền kết hôn với các cặp vợ chồng cùng giới không tương thích với điều khoản bảo vệ bình đẳng của hiến pháp tiểu bang như Iowa, Iowa, những nhà lập pháp hy vọng tránh một tòa án tương tự thách thức đã cố gắng mà không thành công để vượt qua một đạo luật để cấm hôn nhân trên một phần của các cặp vợ chồng đồng tính và đồng tính nữ.